# Nola (Gattung)
Nola ist eine Gattung der Schmetterlinge aus der Familie der Eulenfalter (Noctuidae).

## Merkmale
Die in Europa vorkommenden Arten der Gattung Nola sind im Durchschnitt kleiner als die europäischen Vertreter der Gattung Meganola. Auf den Vorderflügeln fehlen die Flügeladern R2 und R3, diese sind bei Meganola vorhanden. Die Aderung der Hinterflügel ist trifid (lat., „dreispaltig“, „dreigeteilt“; bezeichnet ein spezielles Verzweigungsmuster der Adern auf dem Hinterflügel, bei der sich die distale Cubitalader in drei Zweige teilt: M3, CuA1 und CuA2), während sie bei Meganola häufig quadrifid ist (Teilung der Cubitalader in vier Zweige: M2, M3, CuA1 und CuA2). Die Fühler der Männchen sind doppelt gekämmt und haben deutlich kürzere Lamellen als bei den Arten der Gattung Meganola. Die Fühler der Weibchen sind fadenförmig. Die Labialpalpen sind relativ kurz, lang und gestreckt und mehr oder weniger nach unten gerichtet. Kopf, Thorax und Vorderflügel sind meistens weiß, bei einigen wenigen Arten grau und meistens bräunlich getönt. Ein Mittelschatten ist nur selten vorhanden. Zeichnungsmale sind nur schwer zu erkennen, meistens ist nur ein kleiner weißlicher Punkt oder Fleck angedeutet. Der Bereich zwischen Nierenfleck und äußerer Querlinie ist häufig hellgrau. Die Fransenschuppen sind bei den meisten Arten dunkelgrau. Die Querlinien sind schwarz und häufig undeutlich. Die Hinterflügel sind grau und in Richtung der schwarzen Saumlinie dunkler. Der Diskalfleck ist undeutlich. Die Unterseiten beider Flügel sind einfarbig dunkel bräunlich grau, die Hinterflügelunterseiten weisen einen Diskalfleck auf.
Bei den Männchen fehlt der Uncus; der Pseudouncus fehlt normalerweise ebenfalls. Der Saccus ist rundlich oder leicht zugespitzt. Er kann schmal oder breit sein. Der Cucullus der Valven ist zweilappig. Die Juxta ist rautenförmig plattenartig und lateral durch zwei Arme verlängert. Das Coecum des Aedeagus ist schmaler als der übrige Teil des Aedeagus.
Bei den Weibchen ist der Ovipositor kurz und sehr breit. Die vorderen Apophysen sind an der Basis sehr breit, dreieckig und zu einer Spitze ausgezogen. Das Ostium bursae ist sehr breit und stark sklerotisiert. Das Antrum ist sehr kurz und membranös. Beim Corpus bursae können entweder der vordere oder der hintere Teil oder beide Teile bandförmig sklerotisiert sein. Das Corpus bursae ist membranös und mit zwei Signa versehen.

## Verbreitung
Die Vertreter der Gattung Nola sind weltweit verbreitet. Die Mehrzahl der Arten ist in tropischen Wäldern beheimatet.

## Biologie
Die Raupen entwickeln sich an einem breiten Spektrum krautiger Pflanzen, sind aber auch an Bäumen zu finden. Sie fressen häufig an Blüten.

## Systematik
Es sind folgende Synonyme bekannt:
- Lira Billberg, 1820
- Chlamifera Hübner, [1825]
- Roeselia Hübner, [1825]
- Necla Walker, 1863
- Automala Walker, [1863]
- Celama Walker, 1865
- Pisara Walker, 1865
- Aradrapha Walker, [1866]
- Lebena Walker, 1866
- Selca Walker, [1866]
- Tribunta Walker, [1866]
- Minnagara Walker, 1866
- Argyrophyes Grote, 1873
- Sorocostia Rosenstock, 1885
- Epizeuctis Meyrick, 1889
- Stenola Möschler, 1890
- Deltapterum Hampson, 1894
- Neonola Hampson, 1900
- Poliothripa Hampson, 1902
- Celamoides van Eecke, 1920
- Idiocyttaea Turner, 1944

Die folgende Übersicht basiert auf der von Markku Savela bereitgestellten Artenliste und wurde anhand weiterer Quellen ergänzt bzw. aktualisiert.
- Nola aarviki Hacker, 2012
- Nola abyssinica Hacker, 2012
- Nola achromata Hampson, 1900
- Nola acutapicalis Inoue, 1998
- Nola acutula Püngeler, 1902
- Nola adelpha (Fletcher, 1958)
- Nola aegyptiaca Snellen, 1875
- Nola aenictis (Meyrick, 1888)
- Nola aerugula (Hübner, 1793)
- Nola aeschyntela Dyar, 1914
- Nola afroalpina Hacker, 2012
- Nola afrotaeniata Hacker, 2012
- Nola albalis (Walker, [1866])
- Nola albescens Bethune-Baker, 1908
- Nola albirufa (Schaus, 1905)
- Nola algeriae Hacker, 2012
- Nola amhara Hacker, 2012
- Nola amorpha (Turner, 1944)
- Nola analis (Wileman & West, 1928)
- Nola ancipitalis (Herrich-Schäffer, 1847)
- Nola angensteini Hacker, 2012
- Nola angola Bethune-Baker, 1911
- Nola angulata (Moore, 1888)
- Nola angustipennis Inoue, 1982
- Nola anisogona (Lower, 1893)
- Nola anpingicola (Strand, 1917)
- Nola apera Druce, 1897
- Nola appelia (Hampson, 1900)
- Nola arana Schaus, 1896
- Nola argentea (Lucas, 1890)
- Nola argyria (Hampson, 1894)
- Nola argyrolepis Hampson, 1907
- Nola argyropasta (Hampson, 1914)
- Nola artata Schaus, 1912
- Nola astigma Hampson, 1894
- Nola atmophanes (Turner, 1944)
- Nola atrocincta Inoue, 1998
- Nola aulacota (Meyrick, 1886)
- Nola aulombardiella Hacker, 2012
- Nola balealpina Hacker, 2012
- Nola bananae Holland, 1920
- Nola baracoa Schaus, 1921
- Nola barbertonensis (Son, 1933)
- Nola basinigra Pellinen, 2012
- Nola basirufa (Joannis, 1928)
- Nola bathycyrta (Turner, 1944)
- Nola belotypa Hampson, 1914
- Nola biangulata (Toulgoët, 1954)
- Nola benguetensis Wileman, 1916
- Nola bicincta Hampson, 1905
- Nola bifascialis (Walker, [1865])
- Nola bifurcata Hacker, 2012
- Nola biguttalis (Walker, [1866])
- Nola bilineola (Rothschild, 1916)
- Nola bimaculata (van Eecke, 1920)
- Nola bionica Hampson, 1907
- Nola bistriga (Möschler, 1890)
- Nola bitransversata Holloway, 1979
- Nola bittermanni Hacker, 2012
- Nola biumbrata Schaus, 1912
- Nola borbonica Guillermet, 2005
- Nola brachymorpha Hacker, 2012
- Nola brachystria Hampson, 1905
- Nola breyeri Köhler, 1924
- Nola brunneifera Dyar, 1914
- Nola caelata Draudt, 1918
- Nola calcicola Holloway, 2003
- Nola callis (van Eecke, 1920)
- Nola cana Hacker, 2012
- Nola canioralis (Walker, 1863)
- Nola carilla (Schaus, 1911)
- Nola celaenephes (Turner, 1944)
- Nola celidota (Wileman & West, 1928)
- Nola ceramota (Turner, 1944)
- Nola cernitis Druce, 1897
- Nola cerraunias (Turner, 1899)
- Nola ceylonica Hampson, 1893
- Nola chaetosoma Hacker, 2012
- Nola chauna Dyar, 1914
- Nola chionaecensis (Hampson, 1914)
- Nola chionea Hampson, 1911
- Nola chlamitulalis (Hübner, [1813])
- Nola cicatricalis (Treitschke, 1835)
- Nola cilicoides (Grote, 1873)
- Nola cingalesa Moore, [1882]
- Nola classeyi Holloway, 2003
- Nola clethrae Dyar, 1899
- Nola coelobathra (Turner, 1944)
- Nola cogia (Schaus, 1921)
- Nola concinna (Hampson, 1918)
- Nola concinnula (Walker, 1863)
- Nola confusalis (Herrich-Schäffer, 1847)
- Nola conspicillaris Fletcher, 1962
- Nola contorta Dyar, 1914
- Nola coremata Holloway, 2003
- Nola coticula (van Eecke, 1920)
- Nola crambiformis Rebel, 1903
- Nola cretacea (Hampson, 1901)
- Nola cretaceoides Poole, 1989
- Nola crinomorpha Hacker, 2012
- Nola cristatula (Hübner, 1793)
- Nola cristicostata (Rothschild, 1916)
- Nola crucigera (Turner, 1944)
- Nola cubensis Schaus, 1921
- Nola cucullatella (Linnaeus, 1758)
- Nola curvilinea (Wileman & South, 1919)
- Nola cycota (Meyrick, 1886)
- Nola cymatias (Turner, 1944)
- Nola defreina László, G. Ronkay & Witt, 2010
- Nola delograpta (Turner, 1944)
- Nola denauxi Orhant, 2003
- Nola dentilinea (Hampson, 1909)
- Nola derrae Hacker, 2012
- Nola desmotes (Turner, 1899)
- Nola destitua Hacker, 2012
- Nola diagona Hampson, 1911
- Nola diastropha (Turner, 1944)
- Nola dimera (Dognin, 1912)
- Nola diplogramma (Hampson, 1914)
- Nola diplozona Hampson, 1914
- Nola disticta (Hampson, 1900)
- Nola divisa Schaus, 1896
- Nola dochmographa Fletcher, 1958
- Nola doggensis Strand, 1920
- Nola drepanucha Fletcher, 1958
- Nola dresnayi (Warnecke, 1946)
- Nola duercki (Zerny, 1935)
- Nola duplicilinea (Hampson, 1900)
- Nola ebatoi (Inoue, 1970)
- Nola eberti Hacker, 2012
- Nola elaphra (Turner, 1944)
- Nola elaphropasta (Turner, 1944)
- Nola elsa Schaus, 1921
- Nola emi (Inoue, 1956)
- Nola endoscota Hampson, 1914
- Nola endotherma (Hampson, 1918)
- Nola enphaea (Hampson, 1901)
- Nola epicentra (Meyrick, 1886)
- Nola erythrostigmata Hampson, 1894
- Nola estonica (Õunap, 2021)
- Nola eucolpa (Turner, 1944)
- Nola eucompsa (Turner, 1944)
- Nola eugrapha Hampson, 1914
- Nola eupithecialis (Debauche, 1942)
- Nola euraphes (Turner, 1944)
- Nola eurrhyncha (Turner, 1944)
- Nola eurylopha Turner, 1944
- Nola euryzonata (Hampson, 1900)
- Nola exumbrata Inoue, 1976
- Nola faircloughi Holloway, 2003
- Nola fasciata (Walker, 1866)
- Nola fenula van Eecke, 1926
- Nola fijiensis Robinson, 1975
- Nola fisheri Holloway, 2003
- Nola flavescens Dyar, 1914
- Nola flaviciliata (Hampson, 1901)
- Nola flavomarginata (Rothschild, 1916)
- Nola flexuosa Poujade, 1886
- Nola folgona Schaus, 1921
- Nola foliola (van Eecke, 1926)
- Nola formosalesa (Wileman & West, 1928)
- Nola fortulalis (van Eecke, 1926)
- Nola fovifera (Hampson, 1903)
- Nola foviferoides Poole, 1989
- Nola fraterna (Moore, 1888)
- Nola funesta Inoue, 1991
- Nola furvitincta (Hampson, 1914)
- Nola fuscantea (van Eeecke, 1920)
- Nola fuscata Wileman & West, 1928
- Nola fuscibasalis (Hampson, 1896)
- Nola fuscibasis (Bethune-Baker, 1904)
- Nola fuscimarginalis Wileman, 1914
- Nola geminata (Mabille, 1900)
- Nola goniophora Turner, 1944
- Nola gorgoruensis Strand, 1920
- Nola grisalis Hampson, 1893
- Nola guillermeti Orhant, 2003
- Nola habrophyes Dyar, 1914
- Nola harithya Wiltshire, 1990
- Nola harouni (Wiltshire, 1951)
- Nola helpsi Holloway, 2003
- Nola herbuloti Toulgoët, 1982
- Nola hermana Schaus, 1896
- Nola hesycha (Meyrick, 1888)
- Nola hiranoi Inoue, 1991
- Nola hobbei Hacker, 2012
- Nola holoscota Hampson, 1920
- Nola holsatica Sauber, 1916
- Nola hyalospila (Hampson, 1914)
- Nola hypenoides Talbot, 1929
- Nola imitata (Son, 1933)
- Nola impudica Christoph, 1893
- Nola inconspicua Alphéraky, 1882
- Nola infantula Kitt, 1926
- Nola infralba Inoue, 1976
- Nola infranigra Inoue, 1976
- Nola innocua Butler, 1880
- Nola insularum (Collenette, 1928)
- Nola intermedia Druce, 1885
- Nola internella (Walker, [1865])
- Nola internelloides (van Eeecke, 1926)
- Nola interrupta Pagenstecher, 1884
- Nola interruptoides Poole, 1989
- Nola interspersa (Lucas, 1890)
- Nola irenica (Meyrick, 1886)
- Nola iridescens (Son, 1933)
- Nola irrorata (Rothschild, 1915)
- Nola japonibia (Strand, 1920)
- Nola jarvisi Holloway, 2003
- Nola jarzabekae Hacker, 2012
- Nola joanna Schaus, 1921
- Nola jourdani (Legrand, 1965)
- Nola kaduna Hacker, 2012
- Nola kanshireiensis (Wileman & South, 1916)
- Nola karelica Tengström, 1869
- Nola kennedyi Fletcher, 1958
- Nola kiflisigna László, G. Ronkay & Witt, 2010
- Nola kihonda Hacker, 2012
- Nola komaii Inoue, 2001
- Nola kreuteli (Vartian, 1963)
- Nola kruegeri (Turati, 1911)
- Nola lagunculariae Dyar, 1899
- Nola laticincta Hampson, 1896
- Nola lativittata (Moore, 1888)
- Nola lauta Swinhoe, 1903
- Nola lechriopa Hampson, 1914
- Nola lechriolalis Hacker, 2012
- Nola lechriotropa (Turner, 1944)
- Nola legraini Hacker, 2012
- Nola leptomorpha Hacker, 2012
- Nola leucalea Hampson, 1907
- Nola leucographa Fletcher, 1958
- Nola leucolopha (Turner, 1944)
- Nola leucoma (Meyrick, 1886)
- Nola leucoscopula (Hampson, 1907)
- Nola lichenosa Robinson, 1975
- Nola limona Schaus, 1921
- Nola lindemannae Fletcher, 1962
- Nola liparisalis (Walker, 1865)
- Nola lobmayeri Hacker, 2012
- Nola longicosta Oh, 2001
- Nola longiventris (Poujade, 1886)
- Nola loxoscia Hampson, 1900
- Nola lucidalis (Walker, [1865])
- Nola lugubris Hacker, 2012
- Nola lunisigna (Hampson, 1898)
- Nola lutulenta (Wileman & West, 1928)
- Nola luzonalesa (Wileman & West, 1928)
- Nola maculifera (Turner, 1944)
- Nola maia Schaus, 1912
- Nola marginata Hampson, 1895
- Nola maria Schaus, 1921
- Nola marshallae Holloway, 2003
- Nola martialis Oh, 2001
- Nola mediolineata László, G. Ronkay & Witt, 2010
- Nola melaleuca (Hampson, 1901)
- Nola melalopha (Hampson, 1900)
- Nola melanchysis Hampson, 1900
- Nola melanogramma Hampson, 1900
- Nola melanoscelis (Hampson, 1914)
- Nola melanota Hampson, 1900
- Nola melicerta Druce, 1885
- Nola meridionalis Wallengren, 1875
- Nola mesographa Schaus, 1905
- Nola mesogyna Dognin, 1912
- Nola mesomelana (Hampson, 1900)
- Nola mesonephele (Hampson, 1914)
- Nola mesoscota Hampson, 1900
- Nola mesosticta (Hampson, 1900)
- Nola mesotherma (Hampson, 1909)
- Nola mesothermoides Poole, 1989
- Nola microlopha (Hampson, 1900)
- Nola microphila (Turner, 1899)
- Nola mikumi Hacker, 2012
- Nola mineti Hacker, 2012
- Nola minimalis Hacker, 2012
- Nola minna Butler, 1881
- Nola minutalis Leech, [1889]
- Nola monofascia Son, 1933
- Nola monozona (Lower, 1897)
- Nola musculalis Saalmüller, 1880
- Nola nami (Inoue, 1956)
- Nola nebulosa (Rothschild, 1916)
- Nola neglecta Inoue, 1991
- Nola negrita Hampson, 1894
- Nola negrosensis Wileman & West, 1929
- Nola nepalpumila Inoue, 1998
- Nola nephelepasa Dyar, 1914
- Nola nephodes (Hampson, 1914)
- Nola nichinoku Inoue, 1998
- Nola nigrisparsa Hampson, 1896
- Nola nigrolineata (van Eeecke, 1926)
- Nola nigroradiata Debauche, 1942
- Nola nimbimargo Dyar, 1914
- Nola niphostena (Lower, 1896)
- Nola niveibasis Jones, 1914
- Nola obliqua Bethune-Baker, 1908
- Nola obliquilinealis (Toulgoet, 1972)
- Nola ochrographa Hampson, 1911
- Nola ochrolopha (Hampson, 1911)
- Nola ochrosticha Turner, 1944
- Nola okanoi (Inoue, 1958)
- Nola oleaginalis (Toulgoët, 1972)
- Nola omphalota (Hampson, 1903)
- Nola opalina (Walker, 1862)
- Nola ophrydina Druce, 1885
- Nola ovilla Grote, 1875
- Nola owgarra (Bethune-Baker, 1908)
- Nola pallescens Wileman & West, 1929
- Nola panthera Schaus, 1896
- Nola parallacta (Meyrick, 1886)
- Nola parana Schaus, 1921
- Nola paramelanoscelis Hacker, 2012
- Nola parasomata Hacker, 2012
- Nola paromoea (Meyrick, 1886)
- Nola paroxynta (Meyrick, 1886)
- Nola parvula Oh, 2001
- Nola parwana (Ebert, 1973)
- Nola pascua (Swinhoe, 1885)
- Nola patella Druce, 1885
- Nola patina Druce, 1885
- Nola patricia Son, 1933
- Nola pauai Wileman & West, 1928
- Nola pedata Fletcher, 1962
- Nola peguense (Hampson, 1894)
- Nola peguensis (Hampson, 1894)
- Nola perfusca Hampson, 1911
- Nola perluta Draudt, 1918
- Nola phaea Hampson, 1900
- Nola phaeocraspis (Hampson, 1909)
- Nola phaeogramma (Turner, 1944)
- Nola phaeotermina (Hampson, 1918)
- Nola philodina Druce, 1885
- Nola phloeophila Hampson, 1914
- Nola picturata Mabille, 1899
- Nola picurka László, G. Ronkay & Witt, 2010
- Nola pinratana László, G. Ronkay & Witt, 2010
- Nola plagioschema Turner, 1939
- Nola platygona (Lower, 1897)
- Nola pleurochorda (Turner, 1944)
- Nola pleurosema (Turner, 1944)
- Nola poecila (Wileman & West, 1928)
- Nola polia (Hampson, 1900)
- Nola politzari Hacker, 2012
- Nola poliophasma (Turner, 1933)
- Nola poliotis Hampson, 1907
- Nola porrigens (Walker, 1858)
- Nola pothina Turner, 1944
- Nola praefica Saalmüller, 1884
- Nola primigena Hacker, 2012
- Nola promelaena (Hampson, 1914)
- Nola prothyma Dyar, 1914
- Nola psaramorpha Hacker, 2012
- Nola pseudomelanoscelis Hacker, 2012
- Nola pulverea Hampson, 1900
- Nola pumila Snellen, 1875
- Nola punctilinea (Wileman & South, 1919)
- Nola punctilineata Hampson, 1896
- Nola punctivena Wileman, 1916
- Nola pura (Fletcher, 1957)
- Nola pustulata (Walker, 1865)
- Nola pycnographa (Turner, 1944)
- Nola pycnopasta (Turner, 1944)
- Nola pygmaea (Hampson)
- Nola pygmaeodes (Turner, 1944)
- Nola quadriguttula Inoue, 2000
- Nola quadrimaculata Heylaerts, 1892
- Nola quilimanensis Strand, 1920
- Nola quintessa Dyar, 1914
- Nola ralphia (Schaus, 1921)
- Nola ralumensis (Strand, 1920)
- Nola recedens Schaus, 1921
- Nola robusta (Wileman & West, 1928)
- Nola rodea Schaus, 1896
- Nola ronkayorum Beshkov, 2006
- Nola rotundalis Toulgoët, 1982
- Nola rubescens Schaus, 1921
- Nola rufa (Hampson, 1900)
- Nola rufimixta (Hampson, 1900)
- Nola rufizonalis Hampson, 1918
- Nola sakishimana Inoue, 2001
- Nola samoana (Hampson, 1914)
- Nola santamaria Schaus, 1921
- Nola sarniensis (Son, 1933)
- Nola scabralis (Walker, [1866])
- Nola scruposa (Draudt, 1918)
- Nola semiconfusa Inoue, 1976
- Nola semidolosa (Walker, [1863])
- Nola semirufa (Dognin, 1914)
- Nola semograpta (Meyrick, 1886)
- Nola serrativalva László, G. Ronkay & Witt, 2010
- Nola sertalis Toulgoët, 1982
- Nola shakishimana Inoue, 2001
- Nola shin Inoue, 1982
- Nola sijthoffi van Eeecke, 1920
- Nola sikkima (Moore, 1888)
- Nola silvicola Shchetkin, 1957
- Nola simplex Wileman & West, 1929
- Nola sindhulica Inoue, 1998
- Nola sinuata Forbes, 1930
- Nola socotrensis (Hampson, 1901)
- Nola solvita Schaus, 1896
- Nola sorghiella Riley, 1882
- Nola sperata Schaus, 1912
- Nola spermophaga Fletcher, 1962
- Nola sphaeromorpha Hacker, 2012
- Nola sphaerospila (Turner, 1944)
- Nola spinivesica Holloway, 2003
- Nola squalida Staudinger, 1870
- Nola stictomorpha Hacker, 2012
- Nola streptographia (Hampson, 1900)
- Nola stshetkini Degtjareva, 1981
- Nola subchlamydula Staudinger, 1870
- Nola submelanoscelis Hacker, 2012
- Nola suffusa (Hampson, 1900)
- Nola swierstrai Son, 1933
- Nola sylpha (Dyar, 1914)
- Nola synethes (Fletcher, 1958)
- Nola taeniata Snellen, 1875
- Nola taiwana Wileman & South, 1916
- Nola tarrawayi Holloway, 2003
- Nola tarzanae (Legrand, 1965)
- Nola tenebrosa Hampson, 1896
- Nola tenella (Hulstaert, 1924)
- Nola tetralopha (Turner, 1944)
- Nola tetrodon Joannis, 1928
- Nola tholera (Turner, 1926)
- Nola thymula Millière, 1868
- Nola thyrophora Hampson, 1914
- Nola tigranula Püngeler, 1902
- Nola tincta Wileman & South, 1919
- Nola tineoides (Walker, [1858])
- Nola tornotis (Meyrick, 1888)
- Nola toulgoetiana Hacker & Hoppe, 2012
- Nola townsendi Tams, 1935
- Nola transecta Hampson, 1901
- Nola transitoria Son, 1933
- Nola transversata Robinson, 1975
- Nola transvirgata Hacker, 2012
- Nola transwallacea Holloway, 2003
- Nola triangulalis (Toulgoët, 1961)
- Nola trilinea Marumo, 1923
- Nola trini Fibiger & Legrain, 2009
- Nola triplaga Dognin, 1914
- Nola tripuncta Wileman, 1910
- Nola triquetrana (Fitch, 1856)
- Nola trocha Dognin, 1897
- Nola tumulifera Hampson, 1893
- Nola turbana Schaus, 1921
- Nola tutulella Zerny, 1927
- Nola ucdiya Wiltshire, 1990
- Nola udzungwa Hacker, 2012
- Nola umbrata (Wileman, 1916)
- Nola umetsui Sasaki, 1993
- Nola undulata (Fletcher, 1962)
- Nola usambara Hacker, 2012
- Nola varia Saalmüller, 1884
- Nola venusta (Brandt, 1938)
- Nola vepallida Turner, 1944
- Nola vernalis Lower, 1900
- Nola vesiculalis van Eeecke, 1926
- Nola vicina (Roepke, 1948)
- Nola vidoti (Legrand, 1965)
- Nola vulgaris Druce, 1885
- Nola wernerthomasi László, G. Ronkay & Witt, 2010
- Nola wilsonae Holloway, 2003
- Nola yegua Schaus, 1921
- Nola yoshinensis (Wileman & West, 1929)
- Nola zaplethes Hampson, 1914
- Nola zeteci Dyar, 1914

## Belege
1. 1 2 3 4 5 6  
Fibiger, Michael; Ronkay, Lásló; Steiner, Axel & Zilli, Alberto (2009): Noctuidae Europaeae. Volume 11. Pantheinae, Dilobinae, Acronictinae, Eustrotiinae, Nolinae, Bagisarinae, Acontiinae, Metoponiinae, Heliothinae, and Bryophilinae. Entomological Press, Sorø, ISBN 978-87-89430-14-0
2. 1 2  
Hacker, H. H.; Schreier, H.P. & Goater, B. (2012): Revision of the tribe Nolini of Africa and the Western Palaearctic Region (Lepidoptera, Noctuoidea, Noctuidae, Nolinae). Esperiana, Buchreihe zur Entomologie, 17: 1-614.
3. ↑  
Lepidoptera and some other life forms. Markku Savela, abgerufen am 8. Januar 2015.
4. ↑  
Nola bei Fauna Europaea. Abgerufen am 7. Januar 2015
5. ↑  
Pellinen, M. J. (2012): A new genus and two new species of Nolinae from Northern Thailand (Lepidoptera: Nolidae). Tinea 22(1): S. 61–66.
6. ↑  
László, G. M.; Ronkay, G. & Witt, T. J. (2010): Contribution to the Nolinae (Lepidoptera, Noctuidae) fauna of North Thailand. Esperiana Buchreihe zur Entomologie 15: S. 7–126.
7. ↑  
Holloway, J. D. (2003): Moths of Borneo: Nolidae Pt. 18. Southdene Sdn Bhd, ISBN 978-983-40053-4-4, Checklist
8. ↑  
Beshkov, S. (2006): Nola ronkayorum sp. n., a new species from Bulgaria and Turkey (Lepidoptera: Nolidae). Phegea 34(1): S. 17–32 PDF (Seite nicht mehr abrufbar, festgestellt im Mai 2019. Suche in Webarchiven)  Info: Der Link wurde automatisch als defekt markiert. Bitte prüfe den Link gemäß Anleitung und entferne dann diesen Hinweis.
9. ↑  
Inoue, H. (1991): Notes on the Nolinae (Lepidoptera, Noctuidae): Four New Species from Japan and Two Species Described by STAUDINGER from Southeast Siberia. Tyô to Ga 42 (2): S. 63–73. PDF
10. ↑  
Inoue, H. (2000): Two new species of the Nolinae (Noctuidae) from Taiwan. Transactions of the Lepidopterological Society of Japan 51(4): S. 251–254. PDF (Seite nicht mehr abrufbar, festgestellt im Mai 2019. Suche in Webarchiven)  Info: Der Link wurde automatisch als defekt markiert. Bitte prüfe den Link gemäß Anleitung und entferne dann diesen Hinweis.
11. ↑  
Oh, S.-H. (2001): A review of the subfamily Nolinae (Lepidoptera: Noctuidae) in Korea (1): Genus Nola. Insecta Koreana 18(2): S. 123–137
12. ↑  
Shao, T.-Y.; Liu, X.-L.; Liu, C.-L.; Li, X.-M. & Wang, K.-Q. (2013): Four newly recorded species of the genus Nola (Lepidoptera: Nolidae) from China. Acta Zootaxonomica Sinica 38(2): S. 450–453.
13. ↑  
Solis, M. Alma & Shaffer, Michael (1999): Contribution towards the study of the Pyralinae (Pyralidae): Historical Review, Morphology, and Nomenclature. Journal of the Lepidoperists' Society 53(1): S. 1–10